# Storage
Storage (englisch für „Lagerung“ oder „Speicherung“) beschreibt Speicherlösungen im IT-Umfeld, bestehend aus technischen Komponenten und permanenten Speichermedien zur Speicherung digitaler Daten.
Ein Storage ist eine eigenständige Server-Hardware, welche folgende Komponenten enthalten kann:
- Netzwerkkarten
- RAID-Controller
- Festplatten

Ein Storage-Gerät verwaltet eigenständig die ihm zur Verfügung gestellten Speicherkapazitäten. Der Speicherplatz kann sich aus unterschiedlichen Hardwaretechnologien und Größen zusammensetzen.

## Definition
Die Unterarten des Storage sind folgende:
Direct Attached Storage (DAS)
bezeichnet an einen einzelnen Host angeschlossene Festplatten, die sich in einem separaten Gehäuse befinden.
Network Attached Storage (NAS)
wird eingesetzt, um ohne hohen Aufwand unabhängige Speicherkapazität in einem Rechnernetz bereitzustellen.
Storage Area Network (SAN)
bezeichnet im Bereich der Datenverarbeitung ein Netzwerk zur Anbindung von Festplattensubsystemen und Tape-Libraries an Server-Systeme.

## Klassifizierung
Storage kann in drei hauptsächliche Speichersystemumgebungen unterteilt werden:
Primärspeicher
wird auch als Online-Speicher bzw. direkt verfügbarer Speicher bezeichnet. Zu den Primärspeichern zählen Flash-Speicher und Festplattensysteme wie Solid-State-Drive (SSD) und RAID- und NAS-Systeme. Der Speicher ist direkt am Server angeschlossen oder steht eigenständig über ein Netzwerk zur Verfügung.
Sekundärspeicher
auch Nearlinestorage, bezeichnet ein Speichersystem, bei dem die Datenspeicherung auf Wechselmedien oder einem langsameren Speichersystem erfolgt und eine Zugriffsanforderung über ein Storage-Management oder eine Backup-Software gesteuert wird.
Archivierung
auch Offline-Storage, bezeichnet alte oder nicht mehr benötigte Daten, die auf einen weiteren Datenträger ausgelagert werden.

## Technologien
Storage unterteilt sich in 5 Technologien:
Block-Storage
in einem Block-Storage erfolgen die Zugriffe blockbasierend.
Grid-Storage
ist ein Speicherkonzept, bei dem die Ressourcen unabhängig von dem Ort gespeichert werden. Bei diesem Speicherkonzept kann die Auslastung, Verfügbarkeit und Speicherkapazität flexibel und dynamisch angepasst werden. Der Zugriff ist unabhängig von der Netzinfrastruktur und dem benutzten Netzwerkprotokoll.
Storage-Virtualisierung
Der Festplatten-Speicher erscheint nur virtuell, muss aber nicht zwingend entlang der physischen Grenzen (pro Festplatte; pro Speichereinheit) aufgeteilt sein. Hierbei wird unterschieden basierend auf Array-, Software- oder Netzwerkebene. Klassisch in arraybasierender Speichervirtualisierung geschieht dies durch das „Aufteilen“ oder Zurverfügungstellen von Festplatten über einen Pool an Platten (auch über ein RAID hinaus). Bei der softwarebasierten Lösung kommt eine Software auf einem – zumeist – Industriestandardserver zum Einsatz. In der netzwerkbasierten Variante sind es Switches, welche die Intelligenz liefern. Die letzteren beiden Virtualisierungsformen bringen einen zusätzlichen Managementlayer über mehrere oder auch unterschiedliche Speichersysteme hinzu.
Unified-Storage
bezeichnet ein Speichersystem, das die Ausführung von Dateien und Anwendungen von einer einzelnen Hardwarekomponente aus ermöglicht. Unified-Storage ermöglicht sowohl block-, als auch dateiorientiertes Speichern.
Flash-Speicher
gewährleistet eine nichtflüchtige Speicherung von Daten bei niedrigem Energieverbrauch. Flash-Speicher sind gegenüber Festplatten robuster und weniger störanfällig. Die Daten werden nicht auf mechanischen, sondern auf Flash-Speicher Bauteilen gespeichert. Moderne SSDs erreichen eine Zugriffszeit von < 1 ms und eine Transferrate von bis zu 6 GB/s.